# Sigvard Eklund
Sigvard Eklund (né le 19 juin 1911 à Kiruna (Suède) et mort le 30 janvier 2000 à Vienne (Autriche)) est un diplomate et homme politique suédois et un haut fonctionnaire international.
Il est le directeur général de l'Agence internationale de l'énergie atomique (AIEA) de décembre 1961 à novembre 1981.

## Distinctions
- Commandeur première classe de l'ordre royal de l'Étoile polaire